# Banovina Soli
Banovina Soli (mađ. Sói bánság ili  Sófölde) bila je banovina jugoistoku Hrvatsko-Ugarske između 12. i 15. stoljeća. Na čelu je bio ban kojeg je postavljao kralj. Ban je istovremeno bio upravni i vojni vođa. Nastala je iz malene kneževine, župe Soli na istoku Hrvatskog kraljevstva.
Banovina je stvorena nakon teritorijalnog utvrđivanja hrvatsko-ugarske države tijekom vladavine kralja Bele II. (1131. – 1141.). Ime nosi prema regiji Soli. Prostirala se od rudnika soli oko naselja Soli (Donje Soli, Gornje Soli), duž obala rijeka Bosne sve do rijeka Save i Drine.
Hrvatsko-ugarski Bela IV. Bosnu je podijelio 1254. na tri banovine među kojima je i Banovina Soli.
Nakon Belina phoda na Bosnu 1253.,  Soli su pripale Usori i kao takve, došle su pod jurisdikciju Rostislava Mihailoviča, zeta Bele IV. tj. supruga Beline kćeri Ane. Bela IV. organizirao je Soli kao posebnu pograničnu oblast. Godine 1263. Bela IV. sjedinio je Usoru i Soli s Mačvom u posebnu vojvodinu Usoru (sa Solima).

Godine 1410. Žigmund Luksemburški je porazio Stjepana Ostoju koji se pobunio protiv njegove vlasti. Za posljedicu je pripojio Usoru (sa Solima) banovini Slavoniji, a župu Soli, koje je povjerio hrvatsko-ugarskom mačvanskom banu, Ivanu Moroviću.

Za kralja Matije Korvina većina područja Usore (sa Solima) su postale ova Srebrenička banovina. Stanovništvo je bilo hrvatsko i katoličko.

## Popis vladara
- Ugrin Csák[2]
- Matej Ninoslav, 1232. – 1250.[2]
- Ernye Ákos[2]
- Stefan Dragutin[2]
- Stjepan II. Kotromanić[2]